# FFH-Gebiet Übergangsmoor im Kropper Forst
Das FFH-Gebiet Übergangsmoor im Kropper Forst ist ein NATURA 2000 Schutzgebiet in Schleswig-Holstein im Kreis Schleswig-Flensburg in der Gemeinde Kropp. Das FFH-Gebiet liegt im Naturraum Schleswiger Vorgeest. Das FFH-Gebiet hat eine Fläche von 18 ha. Es liegt mitten im wesentlich größeren Waldgebiet „Gehege Kropp“ 650 m südlich der Wohnbebauung der Gemeinde Kropp zwischen Fuhlreiter Weg und der Landesstraße L39. Die größte Ausdehnung liegt in nordwestlicher Richtung und beträgt 630 m. Die höchste Erhebung mit 15 m über NN liegt auf der FFH-Gebietsgrenze im Nordosten und der niedrigste Punkt befindet sich mit 11,9 m über NN im Zentrum des Moores. Der Kropper Forst ist kein historischer Waldstandort. Das Heidegebiet südlich von Kropp wurde durch die Preussische Forstverwaltung in den 1870er Jahren aufgeforstet.

## FFH-Gebietsgeschichte und Naturschutzumgebung

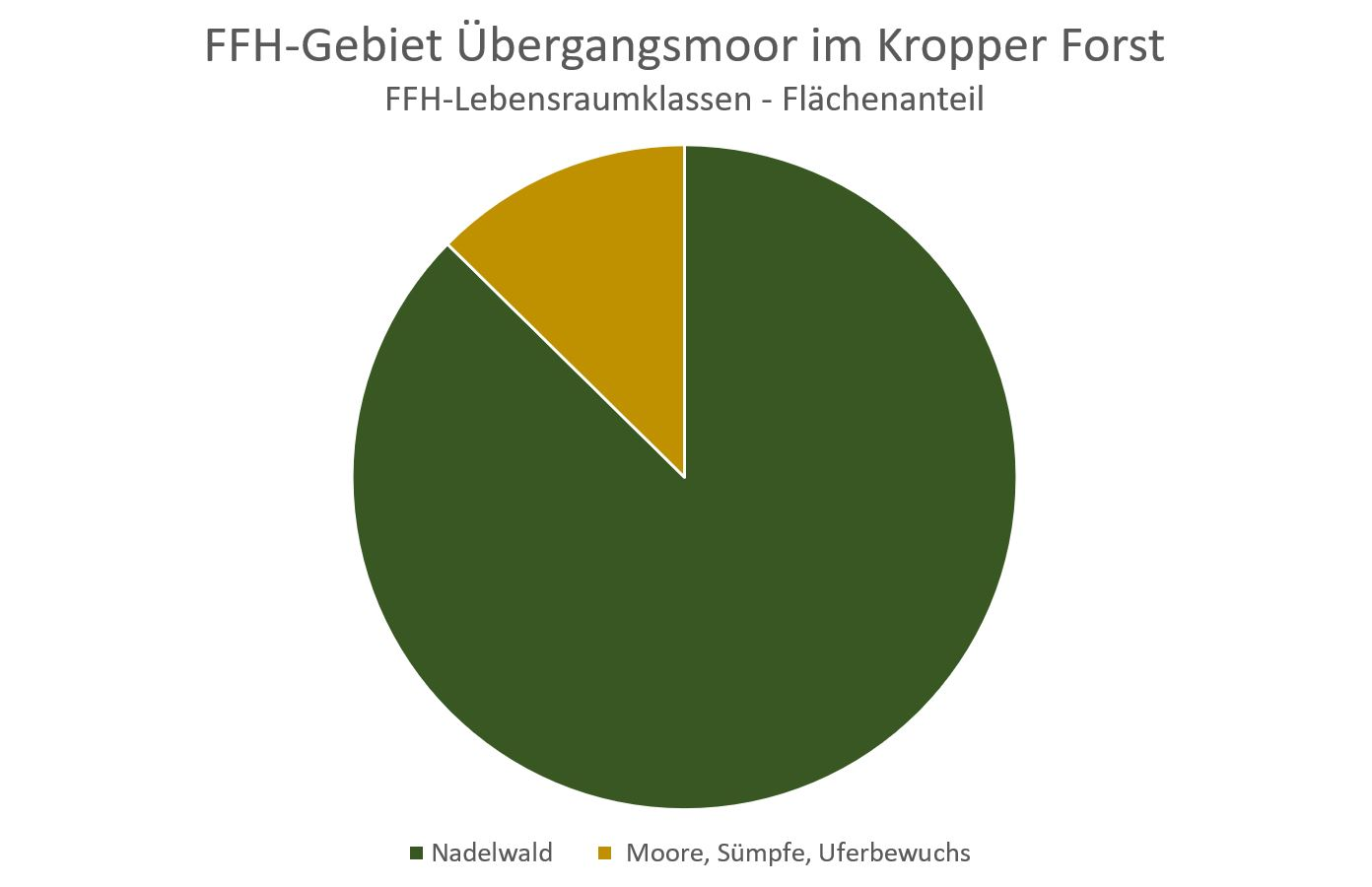
Diagramm 1: FFH-Lebensraumklasse

Der NATURA 2000-Standard-Datenbogen für dieses FFH-Gebiet wurde im Mai 2004 vom Landesamt für Landwirtschaft, Umwelt und ländliche Räume (LLUR) des Landes Schleswig-Holstein erstellt, im September 2004 als Gebiet von gemeinschaftlicher Bedeutung (GGB) vorgeschlagen, im November 2007 von der EU als GGB bestätigt und im Januar 2010 national nach § 32 Absatz 2 bis 4 BNatSchG in Verbindung mit § 23 LNatSchG als besonderes Erhaltungsgebiet (BEG) bestätigt. Der Managementplan für das FFH-Gebiet wurde im Dezember 2008 veröffentlicht. Da der Managementplan sich ausschließlich auf die Flächen der Schleswig-Holsteinischen Landesforsten bezieht, wird er Managementvermerk genannt. Das FFH-Gebiet besteht aus einem Kiefernwald in der Abteilung 155 des Kropper Geheges, in dessen Mitte sich eine baumlose Senke mit einem Übergangsmoor befindet. Es liegt 1,54 km westlich des Landschaftsschutzgebietes „Ochsenweg“. Am Nordrand des FFH-Gebietes und im zentralen Moorbereich gibt es eine Reihe von gesetzlich geschützten Biotopen mit nahezu 2,5 ha Gesamtfläche, siehe Tabelle 1. Die forstliche Verwaltung des FFH-Gebietes erfolgt durch die Försterei Idstedtwege. Für Besucher ist das Gebiet schwer zugänglich. Es gibt nur einige Naturpfade um das Gebiet herum. Hinweistafeln des Besucher-informationssystems (BIS) für Naturschutzgebiete und NATURA 2000-Gebiete in Schleswig-Holstein sind vom LLUR an den Zugängen oder innerhalb des FFH-Gebietes nicht aufgestellt worden. Ein entsprechendes BIS-Faltblatt ist nicht verfügbar. Die Beauftragung einer Betreuung des Gebietes gem. § 20 LNatSchG durch das LLUR ist mit Stand Dezember 2019 nicht erfolgt.
Tabelle 1: Gesetzlich geschützte Biotope im FFH-Gebiet Übergangsmoor im Kropper Forst
| Biotop-Nr.    | Biotoptyp                                               | Flächengröße [m²] | Lage                                   |
| ------------- | ------------------------------------------------------- | ----------------- | -------------------------------------- |
| 325326028-405 | Vergraste Sandheide                                     | 2.103             | Nordrand                               |
| 325326028-413 | Vergraste Sandheide                                     | 5.522             | Nordrand                               |
| 325326028-412 | Typische Sandheide                                      | 904               | Nordrandmitte                          |
| 325326028-411 | Typische Sandheide                                      | 415               | Nordrandmitte                          |
| 325326026-410 | Moorregenerationsbereich mit Wollgräsern, torfmoosreich | 2.616             | Übergangsmoormitte                     |
| 325326026-414 | Nährstoffarmer Sumpf                                    | 1.397             | Übergangsmoormitte                     |
| 325326026-409 | Niedermoor mit Pfeifengras                              | 3.955             | Ring um die Moormitte                  |
| 325326026-412 | Vergraste Sandheide                                     | 3.348             | Zwischen Niedermoor und Waldrand       |
| 325326026-413 | Weidengebüsch auf degenerierten Moorstandorten          | 255               | Am Nordwestrand des Moores             |
| 325326026-411 | Typische Sandheide                                      | 314               | Am Nordostrand des Moores              |
| 325326026-409 | Degeneriertes Hochmoor mit Pfeifengras                  | 3.955             | Isoliert am Westrand des Moorkomplexes |

## FFH-Erhaltungsgegenstand

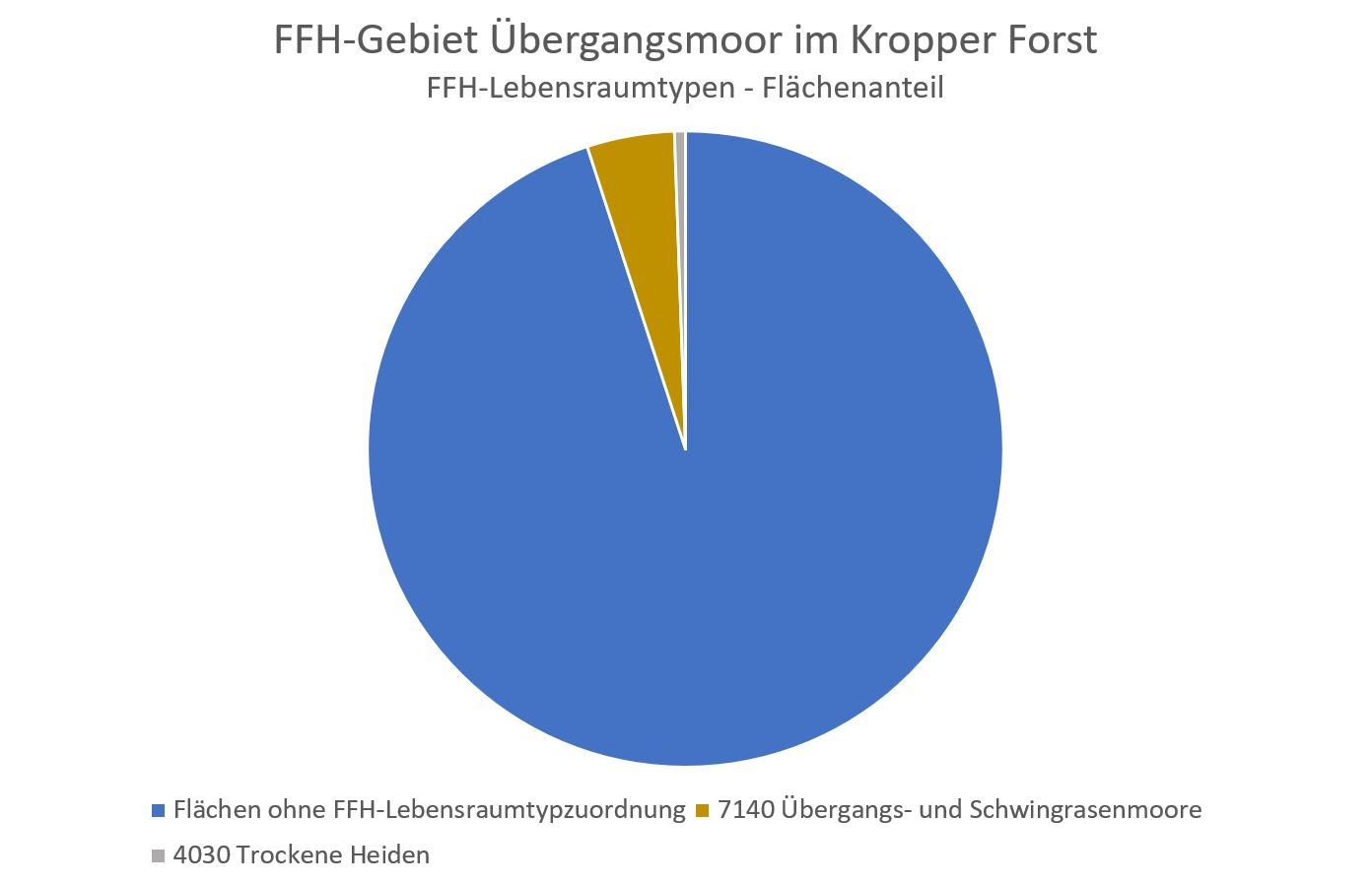
Diagramm 2: FFH-Lebensraumtyp

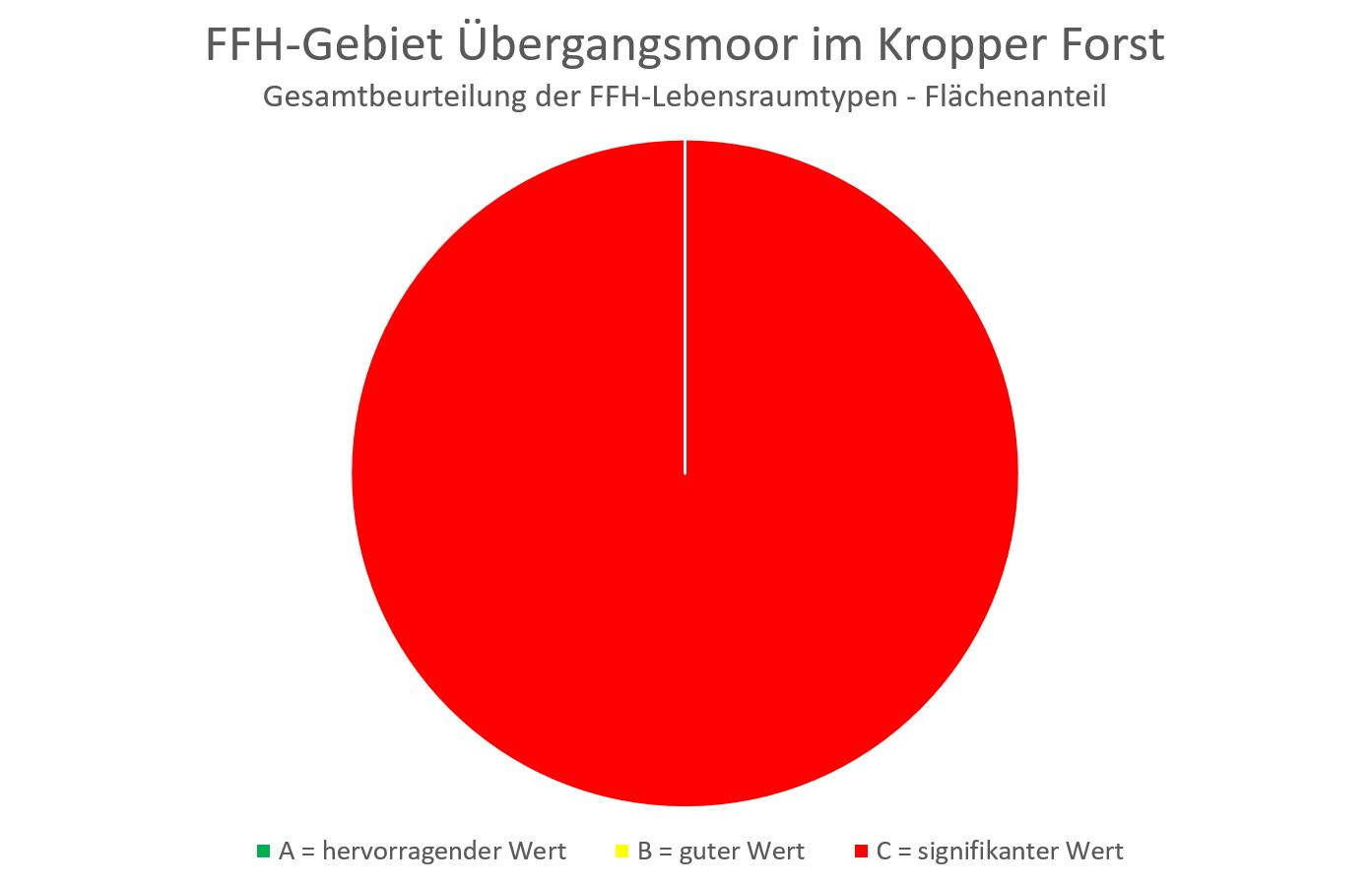
Diagramm 3: FFH-Lebensraumtyp Gesamtbeurteilung im SDB

Laut Standard-Datenbogen (SDB) vom Mai 2017 sind folgende FFH-Lebensraumtypen und Arten für das Gesamtgebiet als FFH-Erhaltungsgegenstände mit den entsprechenden Beurteilungen zum Erhaltungszustand der Umweltbehörde der Europäischen Union gemeldet worden (Gebräuchliche Kurzbezeichnung (BfN)):
- 4030 Trockene Heiden (Gesamtbeurteilung C)[16]
- 7140 Übergangs- und Schwingrasenmoore (Gesamtbeurteilung C)[17]

## FFH-Erhaltungsziele
Aus den o.a. FFH-Erhaltungsgegenständen werden als FFH-Erhaltungsziele von besonderer Bedeutung die Erhaltung folgender Lebensraumtypen und Arten im FFH-Gebiet vom Ministerium für Energiewende, Landwirtschaft, Umwelt und ländliche Räume des Landes Schleswig-Holstein erklärt:
- 7140 Übergangs- und Schwingrasenmoore

Aus den o.a. FFH-Erhaltungsgegenständen werden als FFH-Erhaltungsziele von Bedeutung die Erhaltung folgender Lebensraumtypen und Arten vom Ministerium für Energiewende, Landwirtschaft, Umwelt und ländliche Räume des Landes Schleswig-Holstein erklärt:
- 4030 Trockene Heiden

## FFH-Analyse und Bewertung

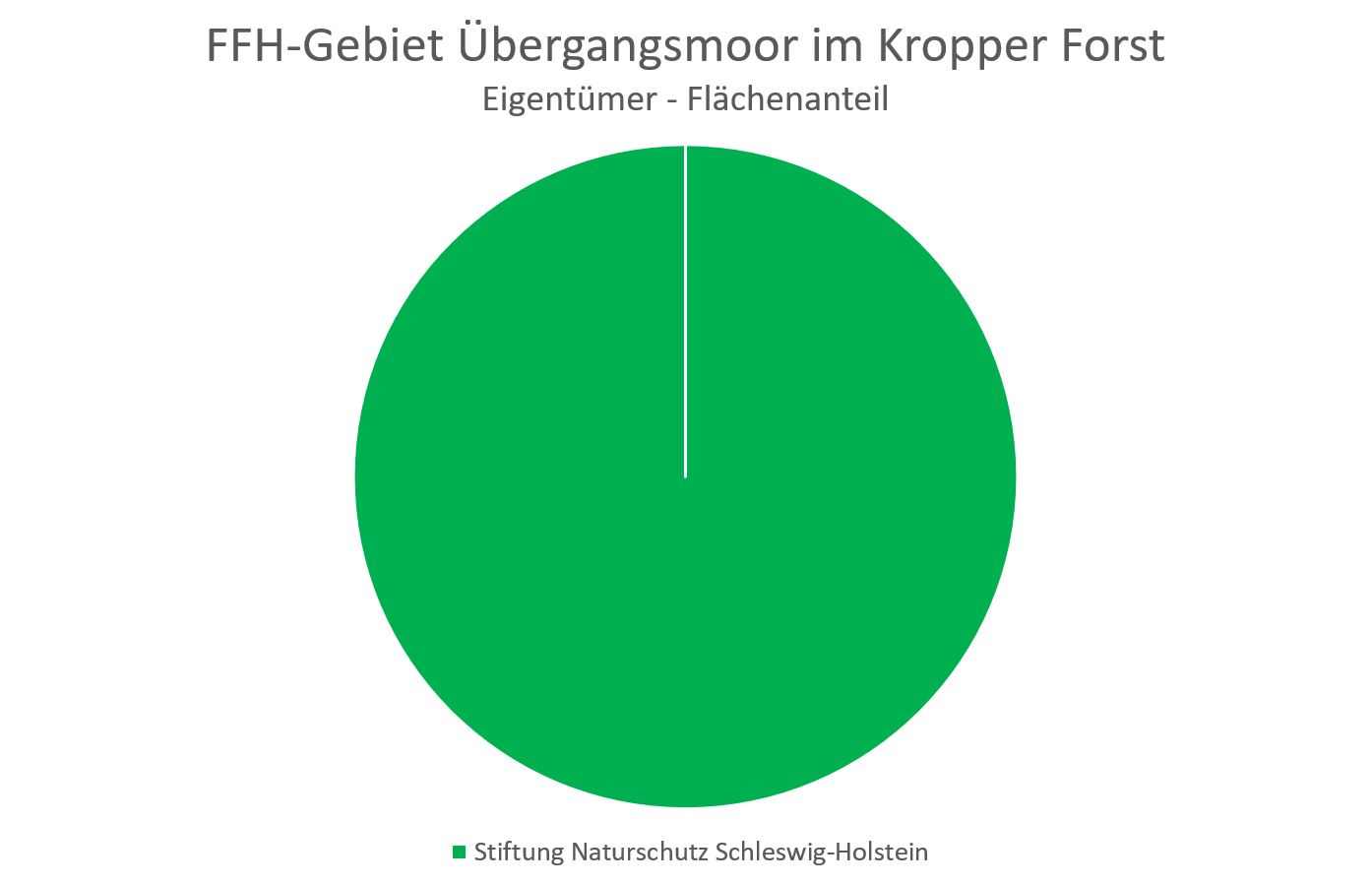
Diagramm 4: Eigentümer

Das Kapitel Analyse und Bewertung im Managementplan beschäftigt sich unter anderem mit der Hydrologie und den aktuellen Gegebenheiten des FFH-Teilgebietes. Die Ergebnisse fließen in den FFH-Maßnahmenkatalog ein. Damit sich ein Übergangsmoor in ferner Zukunft zu einem Hochmoor entwickeln kann, sind stabile Grundwasserstände und ausreichend Niederschlagswasser erforderlich. Im FFH-Gebiet haben sich die Grundwasserstände immer weiter gesenkt. Dies wird auf die früher noch als notwendig angesehenen Entwässerungsmaßnahmen zur Gewinnung von Acker- und Weideland durch Bau von Entwässerungsgräben, Drainagen, Absenkung der Talsohle der Sorge und insbesondere die Fertigstellung des Eidersperrwerks im Jahre 1973 zurückgeführt. Seit diesem Zeitpunkt hat die Tide der Nordsee keine Bedeutung für die Wasserstände der Zuflüsse der Eider. Nur bei Sturmfluten oder lang andauerndem Regen steigen die Pegel für eine gewisse Zeit an, weil die Tore des Sperrwerks nur für kurze Zeit geöffnet werden können. Früher haben die tideabhängigen Schwankungen der Pegelstände bis weit in die Zuflüsse hinauf für einen höheren Grundwasserspiegel gesorgt. Zu der Zeit hatte das Übergangsmoor im Winter eine offene Wasserfläche. Diesen Zustand wird man nicht mehr erreichen können. Umso wichtiger ist es, das im Gebiet vorhandene Wasser am Abfluss zu hindern.

## FFH-Maßnahmenkatalog
Der FFH-Maßnahmenkatalog im Managementvermerk führt neben den bereits durchgeführten Maßnahmen geplante Maßnahmen zur Erhaltung und Entwicklung der FFH-Lebensraumtypen im FFH-Gebiet an. Diese sind in einer Maßnahmenkarte beschrieben. Die Birken wurden bis auf einen geringen Bestand aus dem Moorgebiet entfernt. Die Verhinderung der Naturverjüngung von Fichten im frühen Stadium ist eine ständige Aufgabe durch die Forstverwaltung. Der Einbau von Staubrettern zur Wasserrückhaltung sollte erst nach einigen Jahren der Beobachtung der Wasserstandentwicklung wieder geprüft werden. Der Waldumbau zum Laubmischwald im restlichen FFH-Gebiet wird im Sinne der Handlungsgrundsätze der Schleswig-Holsteinischen Landesforsten kontinuierlich weiterverfolgt. Damit wird die Einhaltung des Verschlechterungsverbotes für NATURA 2000-Gebiete sichergestellt.

## FFH-Erfolgskontrolle und Monitoring der Maßnahmen
Eine FFH-Erfolgskontrolle und Monitoring der Maßnahmen findet in Schleswig-Holstein alle 6 Jahre statt.8Der Managementplan wurde 2008 veröffentlicht. Somit wäre 2014 die nächste FFH-Erfolgskontrolle fällig gewesen. Mit Stand 5. Dezember 2020 wurden noch keine Ergebnisse eines Folgemonitorings veröffentlicht.